# 徳島県立月見ヶ丘海浜公園
徳島県立月見ヶ丘海浜公園（とくしまけんりつつきみがおかかいひんこうえん）は、徳島県板野郡松茂町にある海浜公園である。

## 概要
2007年（平成19年）4月に徳島阿波おどり空港滑走路南側にオープン。月をモチーフにした公園で、月にちなんだ名前の施設が目立つ。隣接している月見ヶ丘海岸は、夏季には月見ヶ丘海水浴場（とくしま88景）が開かれる。
公園内にはアスレチックや宿泊のできるコテージ、お月見ビレッジがある他、かつて土御門上皇が月見ヶ丘海岸で詠んだとされる和歌の歌碑などがある。
またハマニガナ、ハマヒルガオ、コウボウムギ、ハマゴウ、シナダレスズメガヤ、アレチウリ、ナルトサワギクといった海浜植物が生息している。

## 公園内施設
- ビジターセンター
  - レストラン（40席）
  - 売店
  - トイレ
  - コイン式ロッカー（10円/1日）
  - コイン式温水シャワールーム（60円/1回）
  - 屋上展望デッキ
  - 総合案内所
- エントランス広場
- 駐車場
- 第1臨時駐車場
- 第2臨時駐車場
- お月見ビレッジ
- 遊びの森
- 幼児遊具広場
- じゃぶじゃぶ池
- 宿泊コテージ
- 芝生広場
- 大ステージ
- スポーツ広場
- 半月の広場・小ステージ
- デイキャンプ場
- 炊事棟
- 月見の丘・満月の広場
- 立待月のスポット
- 居待月のスポット
- 臥待月のスポット

## パーキング
- 営業（入出庫）時間：8:30～22:00
- 収容台数：370台（無料）

## アクセス
- 徳島自動車道徳島インターチェンジより車で約30分。
- 神戸淡路鳴門自動車道鳴門インターチェンジより車で約30分。